# Akeelah
Pour plus de détails, voir Fiche technique et Distribution.
Akeelah (Les Mots d'Akeelah au Québec ; Akeelah and the Bee) est un film américain sorti en 2006 écrit et réalisé par Doug Atchison (en). Ce film a été créé sur une période de 11 ans, le tout ayant commencé au Spelling Bee (compétition américaine annuelle d'épellation) de 1994. L'histoire est celle d'Akeelah Anderson, interprétée par Keke Palmer, une fillette de 11 ans qui participe au Scripps National Spelling Bee, un concours d'épellation américain.

## Synopsis
Akeelah Anderson est considérée comme une élève brillante mais peu motivée à son école d'un quartier défavorisé de Los Angeles. Or, tout comme son défunt père, elle est douée pour les mots. À l'insu de sa mère Tanya, qui s'inquiète de la voir négliger ses études, Akeelah décide de s'inscrire au concours d'épellation Spelling Bee. Pour l'entraîner, elle reçoit l'aide du professeur Larabee, un ancien champion de cette compétition qui vit reclus à la suite d'un drame familial. S'illustrant lors des premières épreuves, Akeelah fait la connaissance de participants issus de milieux aisés, ce qui l'intimide. Mais lors de la dernière étape avant la finale à Washington, Tanya découvre que sa fille lui a menti et exige qu'elle se retire. Larabee décide alors d'intervenir.

## Fiche technique
- Titre français : Akeelah
- Titre québécois : Les Mots d'Akeelah
- Titre original : Akeelah and the Bee
- Réalisation et scénario : Doug Atchison
- Direction artistique : Shelley A. Wallace
- Décors : Warren Alan Young
- Costumes : Sharen Davis
- Directeur de la photographie : M. David Mullen
- Montage : Glenn Farr
- Musique : Aaron Zigman
- Sociétés de production : Films Lions Gate, 2929 Productions, Starbucks Entertainment, Out of the Blue Entertainment, Reactor Films et Cinema Gypsy Productions
- Sociétés de distribution : Lionsgate
- Budget : 8 000 000 $
- Box Office : 18 900 000 $[1]
- Pays d'origine : États-Unis
- Langue : Anglais
- Format : Couleurs - 2,35:1 - Dolby Digital - 35 mm
- Genre : Drame
- Durée : 112 minutes
- Date de sortie : 
  -  États-Unis et  Québec : 28 avril 2006

## Distribution
- Keke Palmer (VF : Dorothée Pousséo ; VQ : Romy Kraushaar-Hébert) : Akeelah Anderson
- Laurence Fishburne (VF : Jean-Michel Vovk (version cinéma et DVD) / Paul Borne (version télévisuelle) ; VQ : Éric Gaudry) : Dr Joshua Larabee
- Angela Bassett (VF : Élisabeth Wiener ; VQ : Claudine Chatel) : Tanya Anderson
- Curtis Armstrong (VF : Michel Mella ; VQ : François Sasseville) : M. Welch
- Erica Hubbard (VF : Vanina Pradier ; VQ : Catherine Proulx-Lemay) : Kiana Anderson
- Eddie Steeples (VQ : Thiéry Dubé) : Derrick T.
- Lee Thompson Young (VQ : Tristan Harvey) : Devon Anderson
- Tzi Ma (VF : Jean-Claude Donda ; VQ : Daniel Lesourd) : M. Chiu
- Craig Wasson (VQ : Denis Mercier) : Ted Saunders
- J.R. Villareal (VQ : François-Nicolas Dolan) : Javier Mendez
- Sean Michael Afable (VQ : Laurent-Christophe De Ruelle) : Dylan Chiu
- Sahara Ware (VQ : Geneviève Déry) : Georgia
- Julito McCullum (VQ : Xavier Dolan) : Terrence Anderson

Sources et légendes : version française (VF) sur le carton du doublage français lors de la diffusion télévisuelle et version québécoise (VQ) sur Doublage.qc.ca.